# Ultraviolettstrahlung
Ultraviolettstrahlung, kurz UV, UV-Strahlung oder UV-Licht, ist elektromagnetische Strahlung im optischen Frequenzbereich (Licht) mit kürzeren Wellenlängen als das für den Menschen sichtbare Licht. Jenseits der UV-Strahlung schließt die Röntgenstrahlung an. Die Farbwahrnehmung violett entsteht durch die kürzesten noch mit dem Auge wahrnehmbaren Wellenlängen. „Ultraviolett“ (lat. ultra jenseits) bedeutet „jenseits von Violett“, d. h. vergleichsweise höhere Lichtfrequenzen, die jenseits derjenigen des sichtbaren Spektrums liegen.

## Entdeckung
Die Entdeckung der UV-Strahlung folgte aus den ersten Experimenten mit der Schwärzung von Silbersalzen im Sonnenlicht. Im Jahr 1801 machte der deutsche Physiker Johann Wilhelm Ritter in Jena die Beobachtung, dass Strahlen gerade jenseits des violetten Endes im sichtbaren Spektrum im Schwärzen von Silberchloridpapier sehr effektiv waren. Er nannte die Strahlen zunächst „de-oxidierende Strahlen“, um ihre chemische Wirkungskraft zu betonen und sie von den infraroten „Wärmestrahlen“ am anderen Ende des Spektrums zu unterscheiden. Nach ihrer Entdeckung wurde die Ultraviolettstrahlung zunächst als „chemische Strahlung“ bezeichnet. Mittlerweile werden die Bezeichnungen „Infrarotstrahlung“ und „Ultraviolettstrahlung“ verwendet, um die beiden Strahlungsarten zu charakterisieren.
Anfang des 20. Jahrhunderts wurde die heilende Wirkung der künstlichen UV-Strahlung entdeckt. So berichtete der österreichische Arzt Gustav Kaiser (1871–1954), der sich in Würzburg mit elektrotherapeutischen Studien beschäftigt hatte, in der Vollversammlung der Gesellschaft der Ärzte in Wien im Februar 1902 über den Selbstversuch mit einer UV-Glühlampe, mit deren Hilfe er die Gesundung einer nicht heilen wollenden Wunde erreichte. Eine an Tuberkulose erkrankte Patientin soll nach dem vorliegenden Bericht mittels des „blauen Lichts“ in vier Wochen geheilt worden sein. Ermutigt durch diese Erfolge dehnte Kaiser seine Versuche mit einer Hohllinse auf Hautkrankheiten aus, wobei er ebenfalls günstige Ergebnisse erzielte. Er zog daraus den Schluss, dass die UV-Strahlung keimtötend wirkt.

## Spektrum und Bezeichnungen
|      | Wellenlängen |
| ---- | ------------ |
| UV-A | 380–315 nm   |
| UV-B | 315–280 nm   |
| UV-C | 280–100 nm   |

Traditionell reicht der UV-Bereich von 380 bis 100 nm und wird mit Blick auf die Transmission atmosphärischer Gase in die Unterbereiche UV-A, UV-B und UV-C eingeteilt, siehe Tabelle. Die „unrunden“ Grenzen haben folgende Bedeutung: 380 nm ist die Empfindlichkeitsgrenze des menschlichen Auges. Ab etwa 315 nm absorbiert Ozon so stark, dass Strahlung mit dieser oder geringerer Wellenlänge kaum noch durch die Ozonschicht dringt. Ab 280 nm reicht der normale, zweiatomige Sauerstoff für die völlige Absorption innerhalb der Atmosphäre. Ab etwa 200 nm wird die Absorption durch Sauerstoff so stark, dass sie auch auf laborüblichen Distanzen stört; zudem setzt Photolyse und Ozonbildung ein. Dagegen hilft Spülen des Strahlengangs mit Schutzgas oder Evakuieren, worauf der Begriff Vakuum-Ultraviolett (VUV) für diesen Bereich zurückgeht. Der UV-C-Bereich endet traditionell (und gemäß DIN 5031-7, die zurückgezogen wurde) aufgrund experimenteller Probleme (Transmission refraktiver Optiken) etwas willkürlich bei 100 nm. Licht dieser Wellenlänge wird bereits in der Ionosphäre absorbiert.
Für die Anwendung oberhalb der Ozonschicht, also für die Aeronomie und die Astronomie hat die Einteilung in UV-A, -B und -C keine Relevanz. Hier unterscheidet man nahes (NUV), mittleres (MUV), fernes (FUV) und extremes UV (EUV) zwischen den Grenzen 400, 300, 200, 100 und 10 nm. Auch die Weltgesundheitsorganisation (WHO) lässt den UV-Bereich schon bei 400 nm beginnen.

### Schwarzlicht

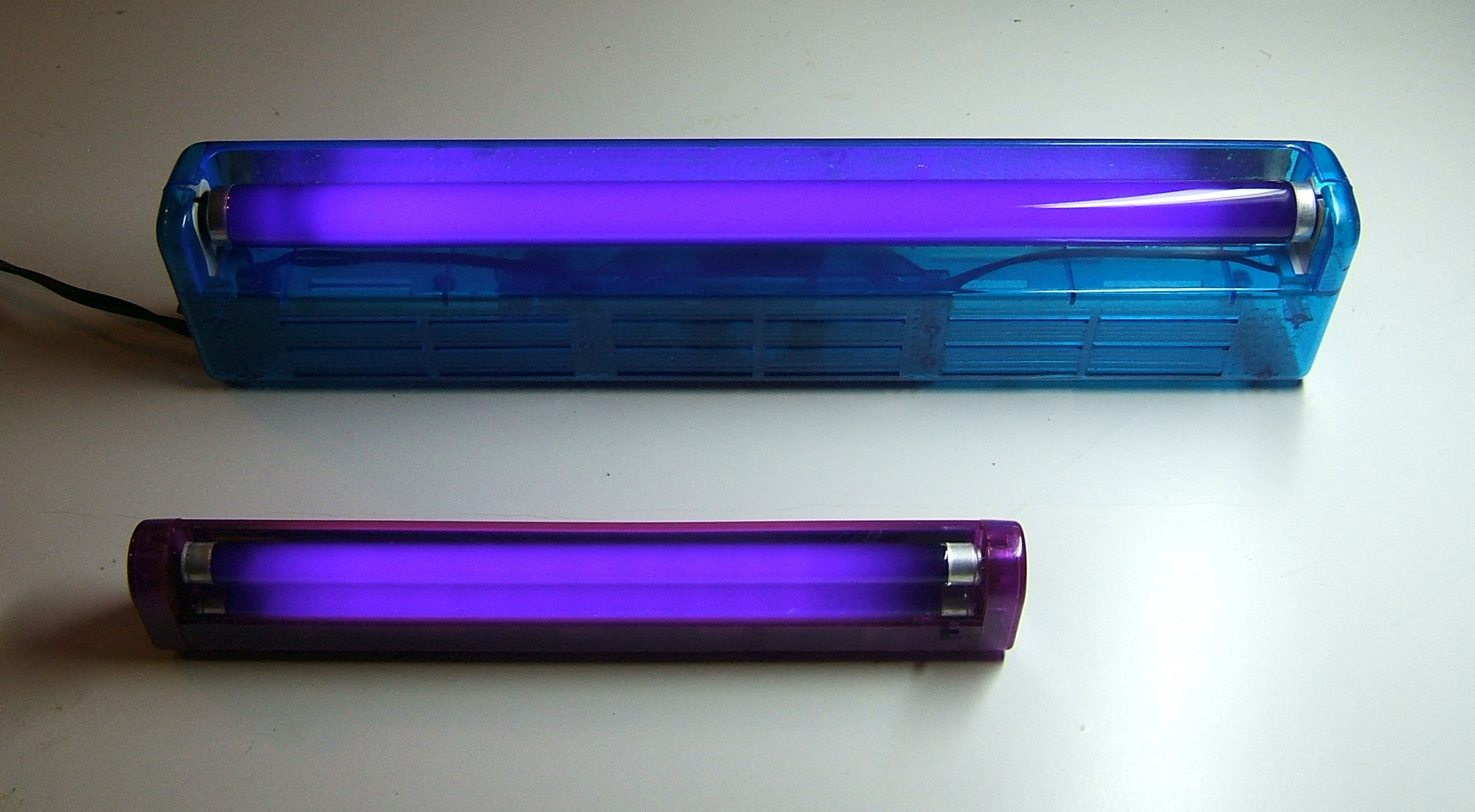
Schwarzlichtleuchtstofflampen

Schwarzlicht ist die umgangssprachliche Bezeichnung für UV-A-Strahlung im Wellenlängenbereich zwischen 315 nm bis 400 nm. Als Quelle für Schwarzlicht dienen unter anderem Leuchtstofflampen, die mit speziellen Leuchtstoffen ausgerüstet sind, um Ultraviolettstrahlung bei 350 nm oder 370 nm mit nur geringem Anteil an sichtbarem Licht abzugeben und kurzwellige UV-B und UV-C Strahlung unterdrücken. Mit der Verfügbarkeit von blauen Leuchtdioden kamen auch UV-Leuchtdioden (LED) auf, basierend auf Verbindungshalbleitern wie Aluminiumnitrid oder Aluminiumgalliumnitrid. Übliche Wellenlängen für handelsübliche Schwarzlicht-LEDs sind 365 nm und 395 nm. Letztere Wellenlänge ist spektral schon nahe am sichtbaren Spektrum und zeigt daher nur geringe fluoreszierende Effekte. Aluminiumgalliumnitrid stellt eine Legierung von Aluminiumnitrid mit Galliumnitrid dar und erlaubt es, über das Mischungsverhältnis dieser beiden Substanzen die konkrete Wellenlänge im Ultraviolettbereich im Rahmen des Herstellungsprozesses der UV-LED auf weiteren Wellenlängen einzustellen. Bei UV-LEDs werden keine speziellen Leuchtstoffe oder Farbfilter eingesetzt. Schwarzlicht kann weiters, mit schlechtem Wirkungsgrad, auch durch Glühlampen mit einem das sichtbare Licht absorbierenden Glaskolben mit Nickeloxidschicht erzeugt werden.
„Schwarzlicht“ wird oft für Showeffekte in abgedunkelten Räumen eingesetzt, wie Diskotheken, bei Zauberveranstaltungen oder auch für Schwarzlichttheater. Die Strahlung regt fluoreszierende Stoffe wie z. B. Chinin im Tonic Water zum Leuchten an, und da helles Licht vermieden wird, wirken sich diese Leuchteffekte bei Papieren, Textilien, künstlichen Zähnen und anderen Materialien mit optischen Aufhellern besonders aus.
Anwendungen sind ebenfalls das Sichtbarmachen von Sicherheitsmerkmalen auf Dokumenten, wie Ausweispapieren oder Fahrscheinen, die Echtheitsprüfung von Zahlungsmitteln und die „Neon-Stempel“ am Handrücken als „Eintrittskarte“ in ein Konzert oder als Eigentümermarkierung auf einem Kunstobjekt (gegen Diebstahl). Weiters kann Schwarzlicht zur Sichtbarmachung von Urinflecken eingesetzt werden und zur Visualisierung von mit Fluoreszenzfarbstoffen markierten Substanzen zur Kontrolle von Händehygienemaßnahmen.
Beim Umgang mit Schwarzlichtlampen sind die Sicherheitshinweise zu beachten. Generell werden die Risiken für Augen und Haut dann als gering eingeschätzt, wenn man die Produkte wie vorgesehen benutzt und sich an die Bestimmungen zum Gebrauch der Lichtquelle hält. Dennoch sollten längere direkte Blicke aus kurzer Distanz in die UV-A-Quelle vermieden werden. Beim häufigen Umgang mit Schwarzlichtquellen, z. B. in der Materialprüfung, sind Expositionsgrenzwerte für UV-Strahlung gemäß der Verordnung zum Schutz der Beschäftigten vor Gefährdungen durch künstliche optische Strahlung (OStrV) zu beachten. Gegebenenfalls sind geeignete optische Schutzbrillen oder Schutzhandschuhe zu tragen.

## Ultraviolettstrahlungsquellen

Veränderung der Intensitätsverteilung der Sonnenstrahlung durch die Erdatmosphäre, insbesondere die UV-Strahlung

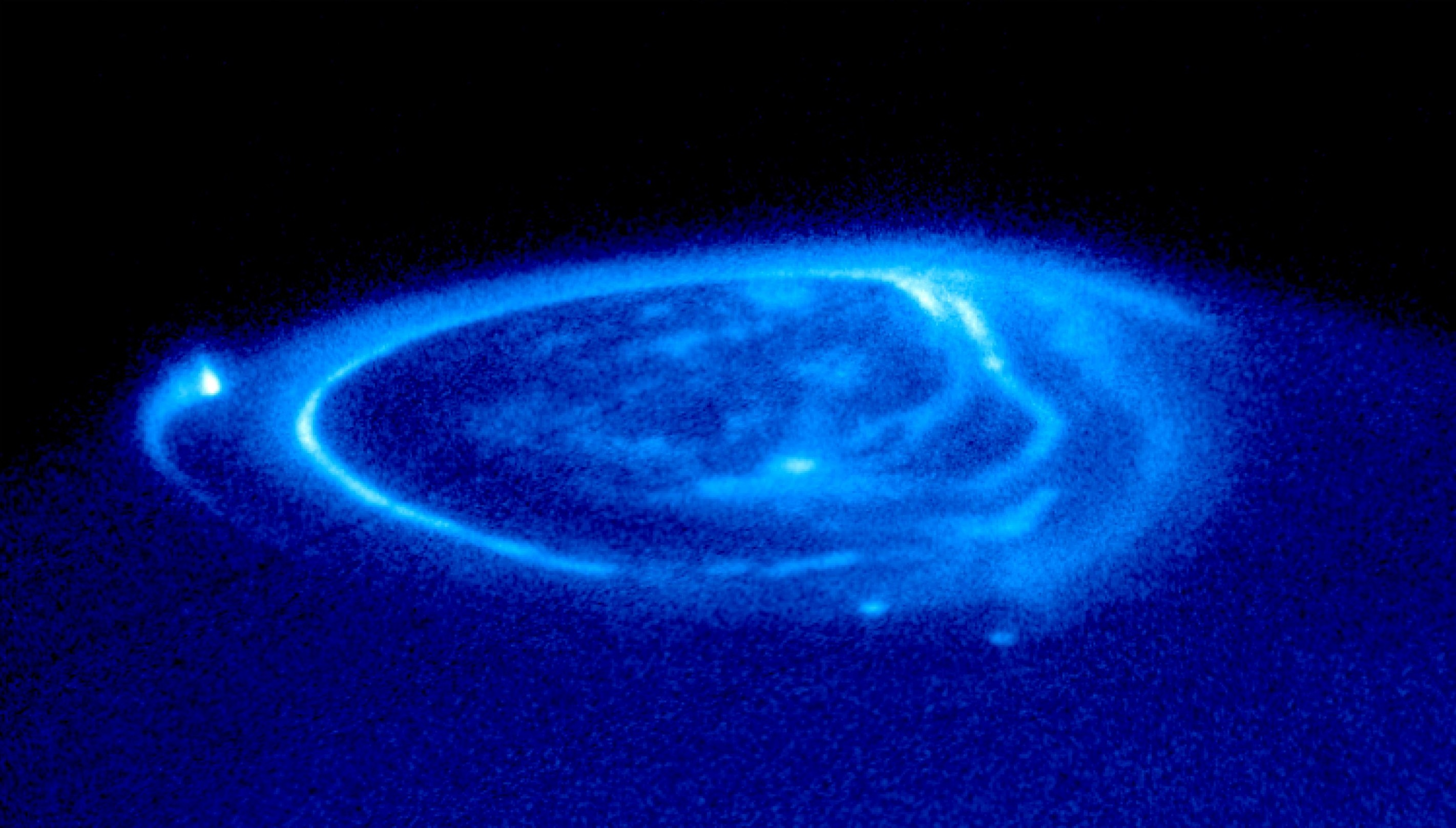
Polarlicht über Jupiters Nordpol, vom Hubble Space Telescope im UV-Spektrum fotografiert

Bei thermischer Strahlung wird der Anteil der UV-Strahlung durch das Plancksche Strahlungsgesetz und das Wiensche Verschiebungsgesetz bestimmt. Durch angeregte Elektronen kann UV-Strahlung generiert werden, wenn deren Energie oberhalb 3,3 eV liegt. Gleiches ist bei der Temperatur der Glühwendeln von Glühlampen in geringem Maße gegeben, weshalb insbesondere Halogen-Glühlampen auch etwas Ultraviolettstrahlung aussenden.

### Natürliche Quellen
Ultraviolettstrahlung ist im kurzwelligen Anteil der Sonnenstrahlung enthalten. Wegen der Absorption in der Erdatmosphäre (besonders in der Ozonschicht) dringt UV-A- und wenig UV-B-Strahlung mit einer Wellenlänge oberhalb 300 nm bis zur Erdoberfläche vor und ist dort messbar (siehe Solares UV-Messnetz). Bestimmte Gase, insbesondere FCKW, wirken durch das Sonnen-UV auf die Ozonbindung und verschieben das Gleichgewicht in der Ozonschicht, das Ergebnis ist das Ozonloch, wobei die UV-B-Exposition der Erdoberfläche zunimmt.
Auch andere kosmische Objekte wie Pulsare, hochangeregte Gasmassen sowie die meisten Fixsterne senden UV-Strahlung aus. Weiterhin enthält Polarlicht eine Ultraviolettstrahlung. Natürliche irdische Ultraviolettquellen sind Gewitterblitze und Elmsfeuer.

### Künstliche Quellen

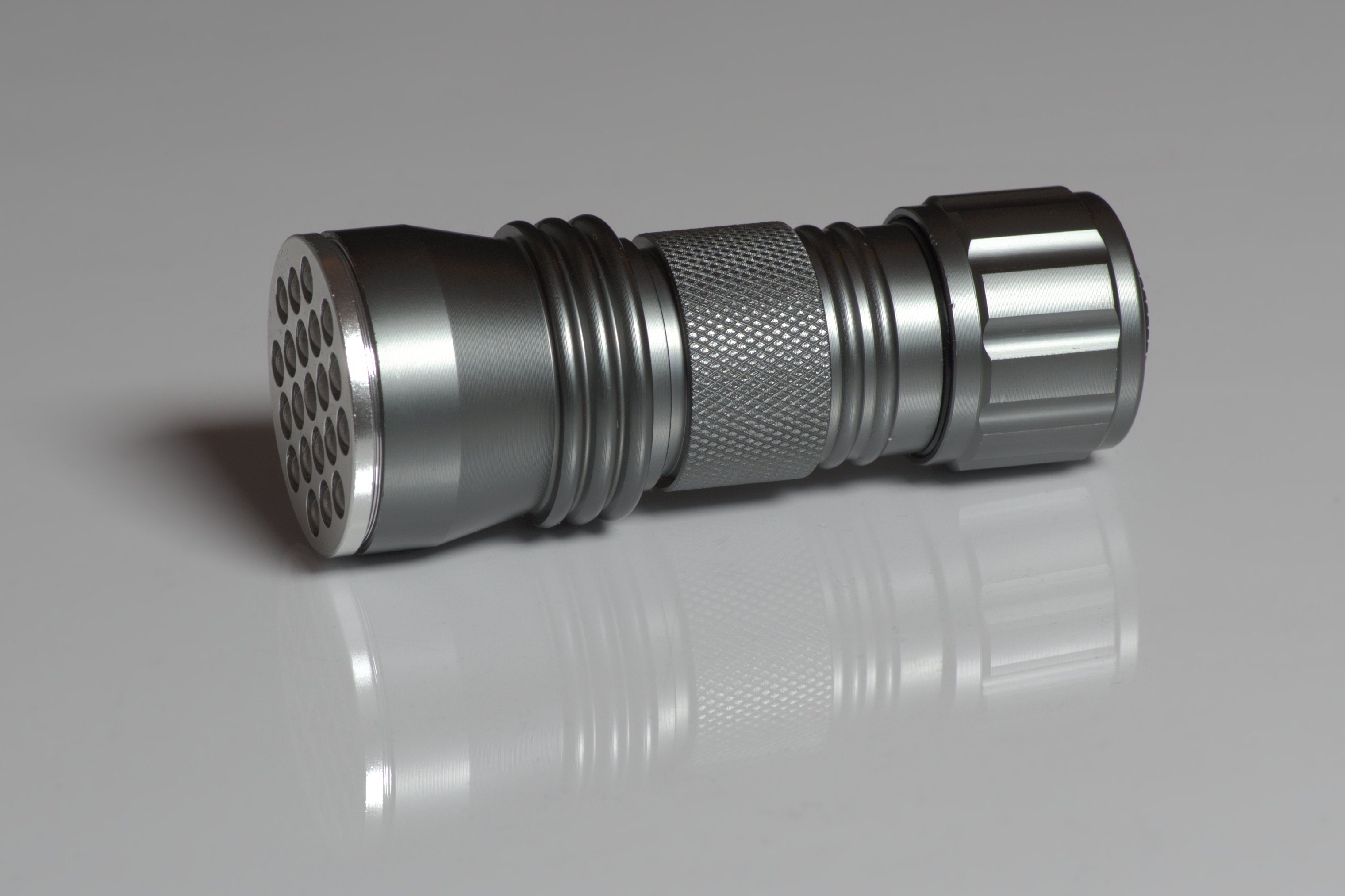
Taschenlampe mit UV-Leuchtdioden

Ultraviolettstrahlung entsteht in folgenden künstlichen Quellen:
- Quecksilberdampflampen: Mittel-, Hoch- und -Höchstdrucklampen
  - zum Aushärten von Harzen, Klebern und Lacken,
  - Tauchstrahler mit UV-C zur Desinfektion von Trink- und Badewasser
  - in der Höhensonne, eine Quecksilberdampf-Hochdrucklampe, die früher häufig zur Therapie von Akne und Rachitis sowie zur Gesichtsbräunung verwendet wurde
- Quarzlampen (Quecksilberdampf-Niederdruck-Lampen)
  - in Solarien (UV-A, Bräunung, gesundheitlich jedoch umstritten aufgrund möglicher Hautschädigung),
  - früher zur EPROM-Löschung
  - zur Desinfektion in Krankenhäusern
- Leuchtstofflampen für UV-A
  - für Deko-Zwecke, Disco,
  - mineralogische Untersuchungen,
  - Geldscheinkontrolle mit einem UV-Prüfgerät. Hierbei wird der sichtbare Anteil der Strahlung ausgefiltert, so dass nur die durch UV hervorgerufenen Fluoreszenz-Effekte sichtbar sind
- Excimerlaser
  - zur Fotolithografie
  - zur photorefraktiven Keratektomie (und sonstiger Materialbearbeitung)
- UV-Leuchtdioden und UV-Diodenlaser
- UV-Kaltkathodenröhren (UV-CCL)

Es gibt weitere künstliche Quellen, bei denen die Ultraviolett-Emission jedoch zweitrangig ist:
- Gasentladungslampen (auch Tageslichtlampen und Vollspektrumröhren; hierbei ist die UV-Emission von Tageslichtlampen gesundheitlich unbedenklich und erwünscht)
- Lichtbogenschweißen
- Koronaentladung, Koronabehandlung (siehe auch Ionisator)
- alle Prozesse, bei denen ionisierte Gase oder sehr hohe Temperaturen auftreten (beispielsweise Laser-Materialbearbeitung, Ionenquellen, Funkenstrecken)
- in geringem Maße Halogen-Glühlampen ohne Schutzglas

### Intensive UV-Quellen
- Das Lichtbogenschweißen ist eine intensive Ultraviolettquelle, so dass Schweißer und umstehende Personen Augen und Haut schützen müssen.
- Raumfahrt: Intensives UV-B und UV-C erfordern besondere Materialien, besonders für die Raumanzüge und deren Visiere zum Außeneinsatz. Außerhalb des „UV-Filters“ der Erdatmosphäre befindliche Solarzellen werden geschädigt und haben eine geringere Lebensdauer als auf der Erde.
- Bei der Laser- und Elektronenstrahl-Bearbeitung muss hinsichtlich des Arbeitsschutzes die UV-Emission beachtet werden.

## Wechselwirkung
Ultraviolettstrahlung wird vom menschlichen Auge nicht wahrgenommen, da sie schon vorher komplett von der Augenlinse absorbiert wird. Dabei ist der Übergang von Violett zu Ultraviolett individuell bedingt fließend. Patienten, die nach Unfällen oder chirurgischen Eingriffen ihre Linsen verloren hatten, beschrieben Ultraviolettstrahlung als weißliches, „milchiges“ Blau-Violett. Die absorbierende Linse schützt wahrscheinlich die Netzhaut vor Schäden, da andernfalls der relativ lang lebende Mensch erblinden könnte. Eine auffällige Änderung der Wahrnehmung im Grenzbereich Violett/UV kann nach dem Linsentausch im Ergebnis der Operation am Grauen Star der Linse durch eine Intraokularlinse bemerkt werden. Auch scheint es einen Zusammenhang mit der Sehschärfe zu geben: Tierarten, deren Linsen weniger Ultraviolettstrahlung durchdringen lassen, sehen schärfer und genauer. Manche Tiere (Insekten, Vögel, Fische, Reptilien) können sie teilweise wahrnehmen. Nach Untersuchungen von 2014 lassen die Linsen von deutlich mehr Tieren als bislang angenommen Ultraviolettstrahlung durch, auch jene von Hund und Katze. Ob sie wirklich Ultraviolettstrahlung sehen können, muss in weiteren Untersuchungen erforscht werden.
Unterhalb einer Wellenlänge von 200 nm ist die Energie eines Strahlungsquants ausreichend hoch, um Elektronen aus Atomen oder Molekülen zu lösen, also zu ionisieren. Wie bei Gamma- und Röntgenstrahlung wird daher kurzwellige Ultraviolettstrahlung unterhalb 200 nm als ionisierende Strahlung bezeichnet.

### Physik
Quarzglas (Kieselglas) ist für den gesamten auf der Erdoberfläche natürlich von der Sonne kommenden UV-Bereich bis etwa 250 nm transparent. Normales Glas (Natron-Kalk-Glas), insbesondere das gewöhnliche Fensterglas, lässt Ultraviolettstrahlung unterhalb von 320 nm nicht durch, d. h. UV-C und UV-B werden weitestgehend blockiert. Für UV-A ist Fensterglas durchlässig. Borosilikatglas (wie Jenaer Glas) lässt UV-Strahlung bis etwa 290 nm passieren, hochborhaltige Borosilikatgläser die UV-Strahlung bis etwa 180 nm. Strahlung unterhalb von 290 nm transmittiert durch natürliche oder synthetische Quarzkristalle. Im UV-C Bereich zwischen 100 nm und 250 nm sind Quarzglas aus synthetischem Siliziumdioxid und manche Borosilikatgläser transparent. Andererseits transmittieren natürlicher Quarz und gewöhnliches Kieselglas durch ihren Titangehalt keine UV-Strahlung unterhalb von 200 nm, deshalb wird für die Entladungsgefäße von UV-Lampen, die solch kurze Wellenlängen generieren sollen, hochreines Quarzglas aus synthetischem Siliziumdioxid verwendet. Anwendungen für dieses Glas sind die Fotolithografie und die Aufbereitung hochreinen Wassers, wo Ultraviolettstrahlung zur Oxidation der gelösten organischen Kohlenstoffverbindungen genutzt wird. Andere Einsatzzwecke sind optische Elemente für die ArF-Excimerlaser-Wellenlänge (193 nm). Allerdings trübt kurzwelliges Ultraviolettlicht hoher Intensität Gläser und optische Komponenten. An Optiken (beispielsweise für Excimerlaser) werden daher hohe Reinheitsanforderungen gestellt.
Für kürzere Wellenlängen (bis zu 45 nm) wird für Linsen, Prismen oder Fenster einkristallines Kalziumfluorid verwendet.
Ultraviolettlicht ist auf Grund der kurzen Wellenlänge oft Anregungswellenlänge für Fluoreszenz im sichtbaren Bereich. Die UV-angeregte Fluoreszenzstrahlung kann aber selbst im Ultraviolettbereich liegen. Der äußere Photoeffekt tritt bei Ultraviolett an allen Metalloberflächen auf. Er wird in Photomultipliern an Szintillationsdetektoren zur Registrierung ultravioletter Strahlungsimpulse genutzt (Neutrinodetektor, Nachweis und Klassifizierung ionisierender Strahlung).

### Chemie
UV-Strahlung vermag organische Bindungen zu spalten. Dadurch ist sie durch Zerstörung biogener Substanz lebensfeindlich. Andere biologische Prozesse (z. B. Vitamin-D-Synthese bei Menschen) benötigen jedoch UV-Strahlung, sodass eine gänzliche Vermeidung ebenfalls schädlich wäre. Viele Kunststoffe werden durch Ultraviolettstrahlung durch Trübung, Versprödung, Zerfall geschädigt. Dies kann neben der offenkundigen Schädlichkeit für UV-exponierte Plastikgegenstände (z. B. Gartenstühle) aber auch gewünscht sein, um die biologische Abbaubarkeit von Plastik zu vergrößern oder überhaupt zu ermöglichen. Technisch kann durch energiereiche UV-Strahlung die Vernetzung von Monomeren initiiert werden, um spezielle Polymere herzustellen (Photopolymerisation).
Eine besondere Bedeutung spielt die Spaltung von Sauerstoffmolekülen durch kurzwellige UV-Strahlung unterhalb 200 nm in atomaren Sauerstoff. Die Rekombination führt zur Bildung von Ozon – einem aufgrund dessen Geruchs charakteristischen Merkmal der Wechselwirkung von UV-Strahlung mit Luft. Eine Vielzahl anderer Folgereaktionen findet bei diesen Prozessen statt, wie sie sich in der Ozonschicht abspielen. Mit diesen Vorgängen in der Ozonschicht wird durch Absorption die Erdoberfläche vor harter (kurzwelliger) UV-Strahlung der Sonne geschützt, wodurch Schäden an biologischem Material – auch am Menschen – verhindert werden und so das Leben auf dem Land ermöglicht wurde.

### Biologie
Obwohl die Ultraviolettstrahlung die niedrigstenergetische der ionisierenden Strahlungen ist, kann sie für den Menschen und andere Organismen gefährlich sein. UV-Strahlung mit größerer Wellenlänge vermag bereits chemische Bindungen organischer Moleküle zu zerstören. Es ist daher Vorsicht im Sonnenlicht (Sonnenschutz) und bei technischen UV-Quellen angebracht. Der übermäßige Besuch von Solarien bleibt umstritten.
Die Wirkung der UV-Strahlung lässt sich in verschiedene Bereiche einteilen:
| Bereich | Wellenlänge | Biologische Wirkung |
| ------- | ----------- | --- |
| UV-A    | 315–380 nm  | Lange UV-Wellen mit fürs UV geringerer Energie haben eine größere Eindringtiefe in streuendes biologisches Gewebe und gelangen bis zur Lederhaut: - direkte Pigmentierung (Konformationsänderung des Melanins) – nur Stunden anhaltende, kurzfristige Bräune, kaum Lichtschutz erzeugend; - Schädigung der Kollagene – die Haut verliert Spannkraft und altert frühzeitig; - Melanomrisiko durch Bildung freier Radikale; - gering erythem (kaum Sonnenbrand erzeugend). |
| UV-B    | 280–315 nm  | Kurzwellig, energiereich, wird in biologischem Gewebe stärker gestreut: - bewirkt in der Oberhaut um 72 Stunden verzögert Bildung von Melanin – indirekte Pigmentierung, verzögerte, langfristige Bräunung (siehe unter Hautfarbe) mit echtem Lichtschutz; - dringt weniger tief ein als UV-A, aber mit stark erythemem Effekt (Sonnenbrand); - führt zur Bildung des anti-rachitischen Cholecalciferol (Vitamin D3) in der Haut. - Nach 2008 veröffentlichten epidemiologischen Untersuchungen kann die Vitamin-D-Produktion durch UV-B vorbeugend gegen viele Krebsformen sein. Bis 2014 liegen keine randomisierten, kontrollierten Studien darüber vor, die mit der geographischen Breite variierende Krebsinzidenz korrelieren, es gibt jedoch epidemiologische Hinweise auf eine Korrelation. - UV-B-Strahlen besitzen die stärkste kanzerogene Wirkung für die Entstehung von Basalzellkarzinomen und Plattenepithelkarzinomen. |
| UV-C    | 100–280 nm  | Sehr kurzwellig, sehr energiereich, wird in biologischem Gewebe stark gestreut: - gelangt nicht bis zur Erdoberfläche, Absorption durch die obersten Luftschichten der Erdatmosphäre, selbst im Bereich des Ozonlochs; unterhalb etwa 242 nm durch Photolyse des Luftsauerstoffs ozongenerierend; - dringt aufgrund der mit kürzerer Wellenlänge zunehmenden Streuung nicht sehr tief in die Haut ein. UV-C-Strahlung (vor allem die bei niedrigem Dampfdruck, mit hoher Ausbeute (30–40 % der angelegten elektrischen Leistung) anregbare Emissionslinie des Quecksilberdampfs bei 253,652 nm) findet in der physikalischen Entkeimungstechnik eine technische Anwendung (siehe auch Quecksilberdampflampen). Während bei 280 nm (Absorptionsmaximum der meisten Proteine) die darin eingebaute Aminosäure Tryptophan die ultraviolette Strahlung absorbiert, werden bei 265 nm Nukleinsäuren am stärksten geschädigt. Bei etwa 245 nm absorbieren vor allem die Nukleinsäuren, während Proteine hier ein relatives Absorptionsminimum zwischen dem Absorptionsmaximum um 280 nm durch aromatische Aminosäuren (Tryptophan, Tyrosin und Phenylalanin) und der Absorption durch die Peptidbindung zwischen den einzelnen Aminosäuren (Maximum bei etwa 220 nm) zeigen. Daher ist bei 253,7 nm (Primärstrahlung der Niederdruck-Quecksilberdampfentladung) auch die Bestrahlung von Proteinlösungen (etwa Tierseren für die Zellkultur) zur Inaktivierung darin enthaltener Viren und Bakterien möglich. |

UV-Strahlung mit Wellenlängen unter 100 nm kommt im Sonnenlicht nur mit sehr geringer Intensität vor. Die Schädigung hängt nicht nur von der Energie der UV-Strahlung ab, sondern auch von der Eindringtiefe und der Zeit der Bestrahlung des Gewebes. Beispielsweise wird UV-C-Strahlung bei 253,7 nm durch verhornte Haut praktisch schon an der Oberfläche vollständig absorbiert und ist daher weniger effektiv bei der Schädigung tieferliegender Zellschichten als UV-B-Strahlung, die schwächer absorbiert wird und bis in diese eindringt. Ein durch eine UV-C-Lampe versehentlich hervorgerufener Sonnenbrand klingt daher schon innerhalb eines Folgetages vollständig ab, die Hornhaut des Auges wird hingegen nachhaltig getrübt.
Der menschliche Körper ist an die natürlichen Strahlenbelastungen adaptiert (Hauttyp) oder kann auf die Strahlenbelastung in einem geringen Rahmen durch Schutzmechanismen reagieren (Bräunung, Verdickung) die primär durch UV-B-Strahlung ausgelöst werden. Aufgrund der Reaktionszeit der Reparatur- und Schutzmechanismen ist eine langsame Steigerung der Bestrahlungsstärke und Dosis entscheidend für die Balance zwischen Nutzen und Gefährdung. Konkret werden Expositionen von Erwachsenen mit natürlicher Sonneneinstrahlung je nach Tages-, Jahreszeit und Lage (geographische Breite, Meereshöhe) und Umgebung (reflektierende Flächen, Sand, Schnee) im Bereich von 10–60 min pro Tag als gesundheitsfördernd, darüber aber als gesundheitsschädigend eingestuft. Bei Jugendlichen, Kranken und unterschiedlichen Hauttypen gibt es jedoch starke Abweichungen.
Besondere Vorsicht ist bei Exposition der Augen geboten. Ultraviolett führt zu Bindehautentzündung und Trübung der Hornhaut. Beim Lichtbogenhandschweißen ist eine „Schweißblende“ wegen der kurzwelligen UV-Strahlung vorgeschrieben. Durch Lichtbögen und auch Funkenstrecken entsteht ein breites Spektrum intensiver UV-Strahlung, das bei ungeschützter Anwendung (offen liegende Körperteile) bereits nach wenigen Minuten eine Verbrennung der Haut ähnlich einem Sonnenbrand verursacht. Die Haut fühlt sich dabei „trocken“ an und fängt an zu „spannen“. Es treten Verbrennungen 1. Grades (Rötung) bis 2. Grades (Blasenbildung) auf.
Langzeitschäden wie Hautalterung, Hautkrebs oder Katarakt können auch auftreten, wenn die Erythemschwelle zwar nicht überschritten wird, die Bestrahlung aber häufig erfolgt. Haut und Augen registrieren jede UV-Strahlung und nicht nur diejenige, die über der Erythemschwelle liegt.

UV-Photonen schädigen die DNA (dies ist der Mechanismus für den direkten DNA-Schaden).

DNA-Schäden entstehen durch UV-Strahlung, wenn sich zwei benachbarte Thyminbasen kovalent miteinander verbinden, sodass sie ein Thymindimer bilden. Diese behindern die Replikation oder führen zu Mutationen. Mittels des Enzyms Photolyase und Licht können diese Dimere wieder gespalten und so die DNA repariert werden. Bei allen Plazentatieren, so auch dem Menschen, wurde die Funktion der Photolyase im Laufe der Evolution durch das Nukleotid-Exzisions-Reparatursystem (NER) übernommen.
Bei Kindern, die an der Krankheit Xeroderma pigmentosum leiden, liegt ein Defekt der Reparaturenzyme des NER vor. Das hat eine absolute Unverträglichkeit natürlicher Sonnenstrahlung zur Folge („Mondscheinkinder“). Die Patienten entwickeln unter Exposition von natürlicher UV-Strahlung deutlich schneller maligne Hauttumore als Menschen ohne vergleichbare Enzymdefekte.
UV-B-Strahlung wurde früher auch Dorno-Strahlung genannt, nach Carl Dorno, der diese intensiv untersuchte. Sie bewirkt die photochemische Bildung des anti-rachitischen Calciferol (Vitamin D) in der Haut.
Der UV-Index ist eine international festgelegte Messgröße. Er beschreibt die sonnenbrandwirksame solare Bestrahlungsstärke. In der Vorhersage und Warnung wird der UV-Index als maximal zu erwartender UV-Index (max. UVI) angegeben. Er variiert abhängig von geographischer Lage, geografischer Höhe, sowie von Jahreszeit und Wetterlage.
Weitere mögliche Schädigungen von organischem Material durch UV-Strahlung sind:
- Denaturierung von Zelleiweiß.
- Hohe UV-Einstrahlung kann zu einer Reaktivierung von Herpes labialis führen.
- Zerstörung von Vegetation: Im UV-C-Bereich haben Pflanzen fast keinen Schutz. Blätter werden bei Bestrahlung in diesem Bereich schwer beschädigt oder abgetötet. Letzteres kann auch zum Absterben der gesamten Pflanze führen. UV-A und UV-B wird von Pflanzen unterschiedlich vertragen, hohe Intensitäten führen zum Absterben, an UV-A können sich Landpflanzen „gewöhnen“.
- Ultraviolette Strahlung erzeugt aus Vorläufersubstanzen (vorzugsweise Abgase) bei hoher Sonneneinstrahlung auch bodennah Ozon, welches im Smog lungenschädigend und pflanzenschädigend wirkt.
- Schädigung von Kunststoffen, Farbpigmenten und Lacken. Organische Farben bleichen aus, Kunststoff trübt sich ein und wird spröde (Beispiel: Zerfall von Polyethylen-Folie bereits bei Tageslichteinfluss, Versprödung und Verfärbung von Kunststoffen in Leuchten für Gasentladungslampen). Ein Schutz ist durch resistente Pigmente oder geeignete Materialwahl möglich.

## Anwendungen
| Bezeichnung | Wellenlänge | Frequenz  | Photonen-Energie                    | Erzeugung / Anregung                    | Technischer Einsatz                                                                 |
| ----------- | ----------- | --------- | ----------------------------------- | --------------------------------------- | ----------------------------------------------------------------------------------- |
| UV-Strahlen | 010…380 nm  | > 789 THz | > 5,2 · 10−19 J > 3,3 eV            |                                         | Desinfektion, Spektroskopie                                                         |
|             | 200…380 nm  | > 789 THz | > 5,2 · 10−19 J > 3,3 eV            | Gasentladung, Synchrotron, Excimerlaser | Schwarzlicht Fluoreszenz, Phosphoreszenz, Prüfung von Geldscheinen, Fotolithografie |
|             | 050…200 nm  | > 1,5 PHz | > 9,9 · 10−19 J > 6,2 eV            | Gasentladung, Synchrotron, Excimerlaser | Fotolithografie                                                                     |
| XUV         | 010…050 nm  | 6…30 PHz  | 2,0 · 10−17…5,0 · 10−18 J 20…100 eV | XUV-Röhre, Synchrotron                  | EUV-Lithografie, Röntgenmikroskopie, Nanoskopie                                     |

### Fluoreszenzanregung

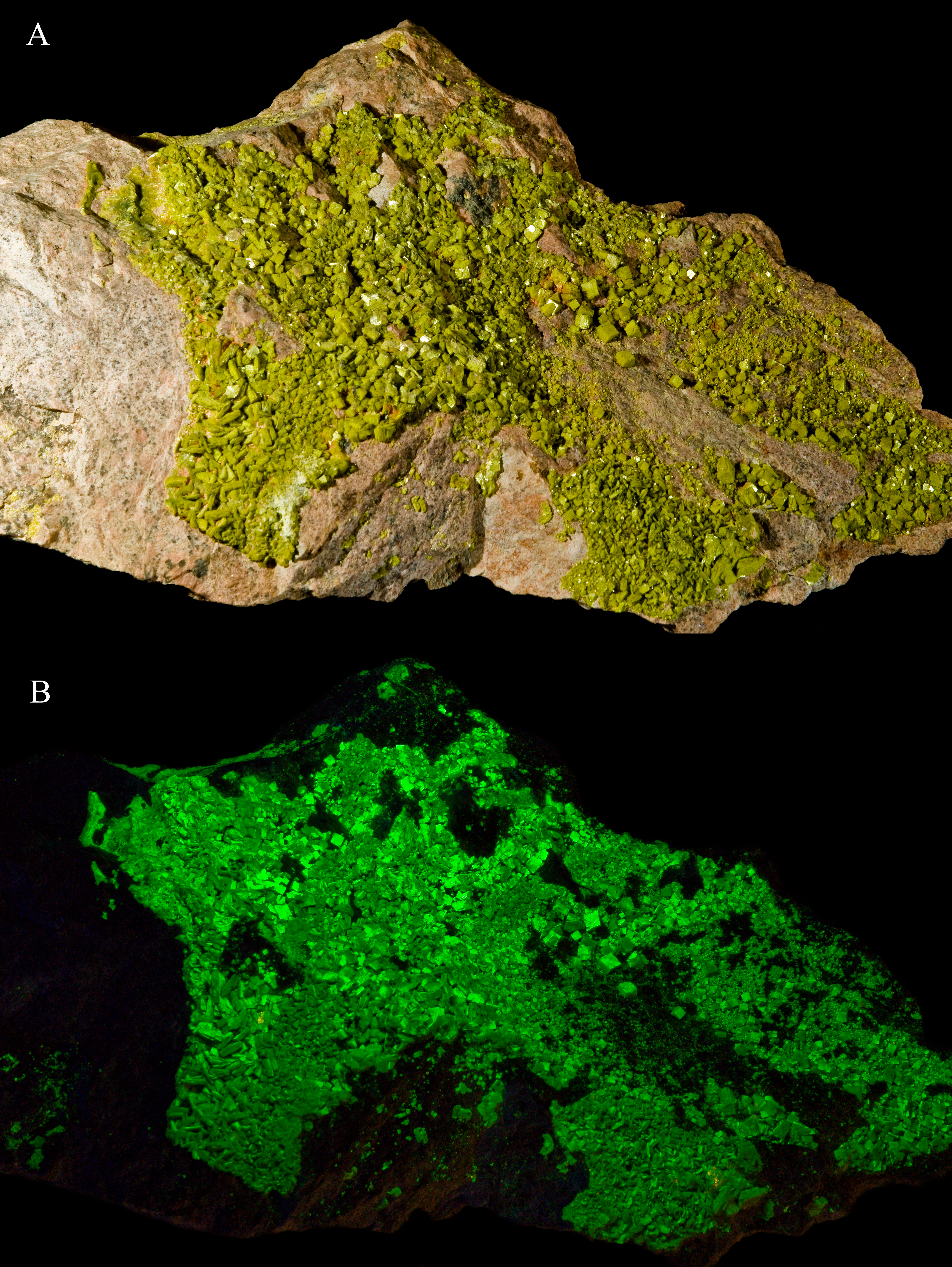
Ein Mineral unter Tageslicht und unter UV-Strahlung

#### Optische Aufheller
Den natürlichen UV-Anteil des Tageslichts macht man sich bei Waschmittel zunutze, indem ihm optische Aufheller hinzugefügt werden. Diese lassen durch Kalkablagerungen vergraute oder vergilbte Textilien „weißer als weiß“ erscheinen, weil sie das UV-Licht in sichtbares blaues Licht umwandeln, das als Mischfarbe mit der Vergilbung der Textilien Weiß ergibt. Zusätzlich wird  mehr sichtbares Licht ausgesendet als bei einem normal reflektierenden Objekt.

#### Erzeugung von Weißlicht
Ultraviolett ist die primäre Emission in Leuchtstofflampen, effizienten weißen Lichtquellen, in denen die Ultraviolett-Emission einer Gasentladung von Quecksilberdampf zur Anregung von im sichtbaren Spektralbereich fluoreszierenden Leuchtstoffen genutzt wird.
Auch andere Gasentladungslampen enthalten manchmal Leuchtstoffe, um die Farbwiedergabe zu verbessern, indem diese mit dem Ultraviolett-Strahlungsanteil der Entladung angeregt werden. Von sog. Tageslichtlampen und Vollspektrumröhren (u. ä. Bezeichnungen, herstellerabhängig) wird ein dem Sonnenlicht möglichst ähnliches Lichtspektrum inkl. UV und Infrarot abgegeben, um eine natürliche Beleuchtung zu ermöglichen (insbes. in Innenräumen, siehe auch Ergonomie); hierbei ist die Menge der UV-Emission gesundheitlich unbedenklich.
Leuchtdioden (LED), die für den Menschen weiß erscheinendes Licht abstrahlen, benutzen eine blau strahlende Leuchtdiode im Inneren, bestehend aus Materialien wie Indiumgalliumnitrid oder Galliumnitrid. Leuchtdioden, welche UV-Strahlung abgeben, bestehen aus Aluminiumnitrid oder Aluminiumgalliumnitrid und werden ohne Leuchtstoffbeschichtung als direkte UV-Strahlungsquelle eingesetzt. UV-LEDs sind bis zu Wellenlängen knapp unter 250 nm realisierbar.

#### Biologische Analysen

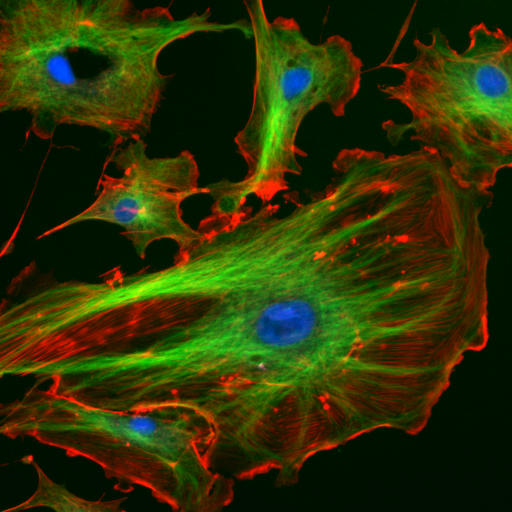
Endothelzellen unter dem Mikroskop. Die Zellkerne sind mit DAPI blau markiert. Die Mikrotubuli wurden über einen Antikörper grün markiert. Mit rot fluoreszierendem Phalloidin wurden die Aktinfilamente markiert.

Einige Farbstoffe, wie das in den Biowissenschaften verwendete DAPI, werden von UV-Strahlung angeregt und emittieren ein längerwelliges, meist sichtbares Licht. Fluoreszierende Stoffe finden damit unter anderem Anwendung beim Markieren von biologischen Molekülen (z. B. die DNS), um ihr Verhalten in biologischen Systemen zu beobachten.
In der Forensik wird die Fluoreszenz von Blut und Sperma zur Sichtbarmachung von Opfer- oder Täterspuren eingesetzt. Diese Methode wird bei der Aufklärung von Kriminalfällen eingesetzt, wenn biologische Spuren (Blut, Sperma, Speichel) an Wänden oder in Textilien nachgewiesen werden sollen. In der Medizin wird die Fluoreszenz von organischen Stoffen ebenfalls genutzt. So können Pigmentstörungen der Haut mit Hilfe von UV-Strahlern („Wood-Lampe“) besser sichtbar gemacht werden. Auch bestimmte Hautkeime (Corynebacterium minutissimum) werden mittels dieser Diagnoseleuchten durch die Auslösung einer rötlichen Fluoreszenz (Porphyrinbildung) sichtbar.
Eine andere Anwendung ist die Herkunftsanalyse von Hühnereiern. Dabei wird ausgenutzt, dass das Abrollen charakteristische Spuren auf der Hühnereierschale hinterlässt, die sich mithilfe von Fluoreszenz nachweisen lassen. Auf diese Weise kann geprüft werden, ob es sich um Eier aus Bodenhaltung oder aus Legebatterien handelt.

### Analysen

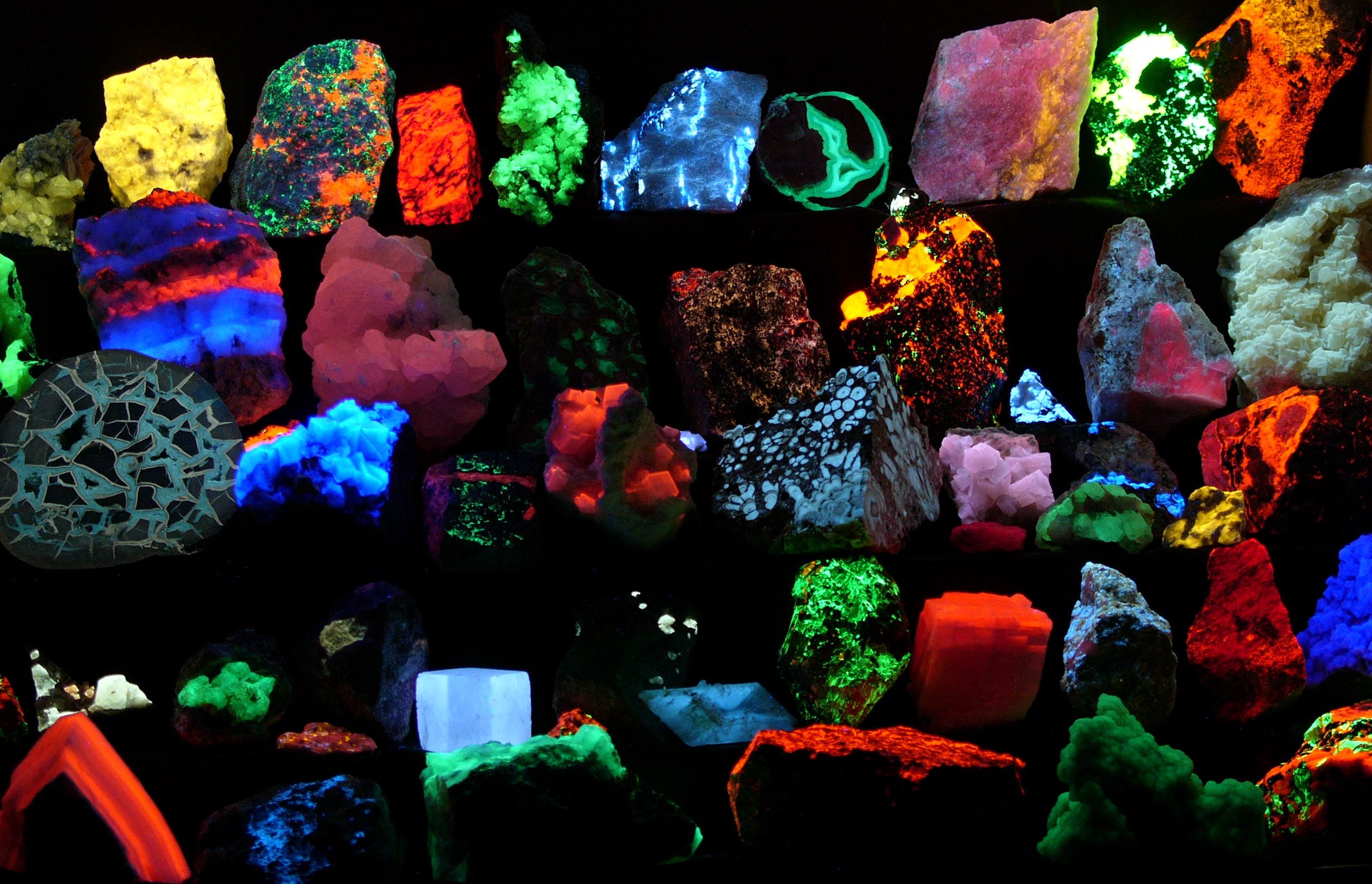
Eine Sammlung verschiedener Minerale fluoresziert in verschiedenen Farben bei Bestrahlung mit UV-A-, UV-B- und UV-C-Strahlung.

Da es sich bei UV-Licht um eine elektromagnetische Welle handelt, kann für dieses Licht auch eine optische Spektroskopie durchgeführt werden. Zu nennen wären hier die UV/VIS-Spektroskopie und die Ultraviolettphotoelektronenspektroskopie (UPS). Eine weitere Anwendung sind Chromatogramme in der Dünnschichtchromatographie. UV-Licht kann zur Gas-Analyse eingesetzt werden zum Beispiel für die Gase NO, NO2, H2S, SO2.
In der Molekularbiologie wird UV-Licht verwendet, um Nukleinsäuren mit Hilfe von Ethidiumbromid sichtbar zu machen. Spezielle Anwendungen ist die Bestimmung der Fettungsdicke. Mit Hilfe von UV-Strahlung lässt sich die Dicke einer Fettschicht auf den Objekten bestimmen. Weiterhin kann die Zinnseite von Floatglas, welches in der Photovoltaik bei Dünnschicht-Solarzellen eingesetzt wird, ermittelt werden.

### Materialprüfung
UV-Licht kommt in der Materialprüfung bei der Inspektion von Glas(scheiben) zum Einsatz. Anhand von Fluoreszenz an Störungen kann man Sprünge oder Fehler in Glasoberflächen erkennen. Es können Qualitätsprüfungen ausgeführt werden wie beispielsweise die Qualitätsprüfung von Ölschläuchen. Aufgrund der unterschiedlichen spektralen Kennlinien von Wasser und Öl im UV-Bereich kann Öl von Wasser unterschieden werden. Das kann beispielsweise zum Aufspüren defekter Ölschläuche verwendet werden. Gemäß dem gleichen Prinzip lässt sich Öl in Wasser detektieren. Die Bahn nutzt UV-Licht zur Inspektion von Oberleitungs- und Hochspannungsanlagen, da es bei defekten Isolatoren oder angerissenen Kabeln zu sogenannten Koronaentladungen kommt. Dabei wird an den defekten hochspannungsführenden Komponenten UV-Strahlung emittiert. Diese kann von Spezialkameras erfasst werden.
Viele Materialien sind einer beständigen UV-Belastung ausgesetzt. Mithilfe moderner Testsysteme ist möglich, die natürliche UV-Einstrahlung so zu verstärken, dass innerhalb von 12 Monaten 63 Jahre natürlicher UV-Einstrahlung simuliert werden.
Bei der Prüfung von dünnen Metallen (zum Beispiel im Flugzeugbau) werden diese mit UV-Licht durchleuchtet; mit Hilfe spezieller UV-empfindlicher Filme wird dabei überprüft, ob Haarrisse im Metall vorhanden sind.

### Aushärtung (Vernetzung) von Polymeren
Intensive UV-Strahlung wird in der Industrie für die Aushärtung spezieller Materialien verwendet. Zu nennen sind hier spezielle, lösemittelfreie, UV-empfindliche Druckfarben, vor allem beim Offsetdruck. Es gibt UV-härtbare Materialien wie Lacke, strahlenhärtender Klebstoffe, Aushärtung von Brillengläsern, lichthärtende Kunststoffe für das Modellieren künstlicher Fingernägel und UV-härtbare Materialien für die Zahnheilkunde. Ein weiterer Einsatz ist die Scheibenreparatur des Verbundglases bei Automobilen.

### Herstellung elektronischer Bauteile
In der Elektronik wird UV-Strahlung vor allem bei der Herstellung von mikroelektronischen Bauelementen und Schaltkreisen sowie entsprechenden Geräten eingesetzt. So erfolgt beispielsweise die Herstellung von Leiterbahnen auf Leiterplatten durch eine Belichtung einer lichtempfindlichen Schicht auf den Leiterplatten mit einer Quecksilberdampflampe. Dabei wird durch die UV-Strahlung eine fotochemische Reaktion im Fotolack ausgelöst. Das gleiche Prinzip wird auch bei der Herstellung integrierter Schaltkreise (Waferbelichtung) angewendet, vgl. Fotolithografie (Halbleitertechnik). Hierbei kamen früher ebenfalls Quecksilberdampflampen – vor allem die g-Linie (434 nm) und die i-Linie (365 nm) – zum Einsatz. Später KrF- und ArF-Excimerlaser (248 nm und 193 nm). Der Trend, immer kürzere Wellenlängen zu nutzen, ist dabei der fortwährenden Skalierung der Transistorstrukturen geschuldet.
Neben dem Einsatz in der Herstellung wird in der Elektronik UV-Strahlung auch für weitere Anwendungen genutzt. Ein Beispiel ist das Löschen von EPROM-Speicher mit einer Quecksilberdampflampe (253,7 nm). Hierbei bewirkt die UV-Strahlung eine Freisetzung von Ladungsträgern im Floating-Gate aus Polysilizium, die freiwerdenden Elektronen haben genug Energie, um die Potentialbarriere des Siliziumdioxid-Dielektrikums zu überwinden und abzufließen.

### Biologische Modifikationen

#### Desinfektion und Virusinaktivierung

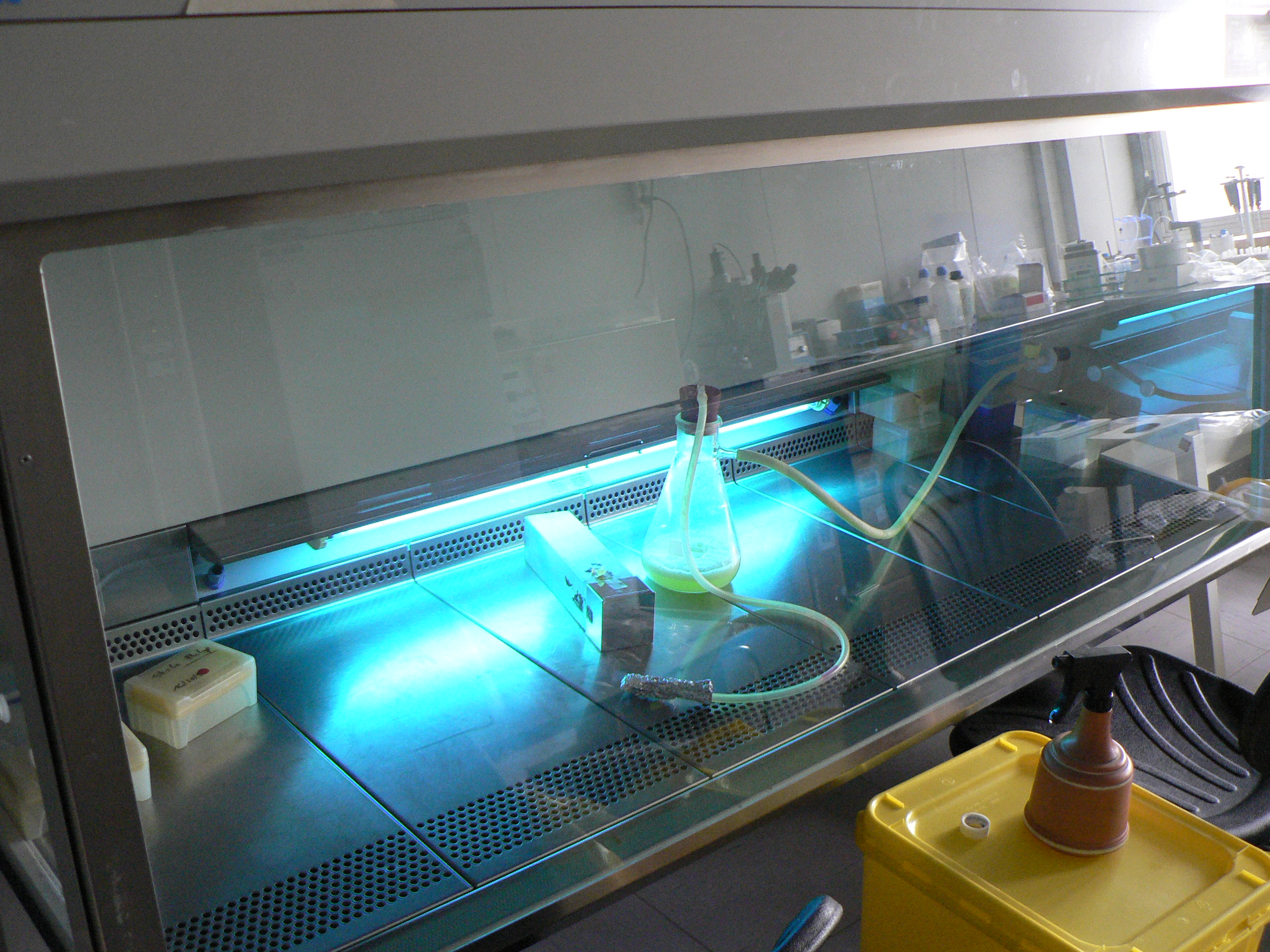
Eine Niedrigdruck-Quecksilberdampfröhre ist in einer Sterilbank montiert und entkeimt so die bestrahlten Flächen mit kurzwelliger UV-Strahlung.

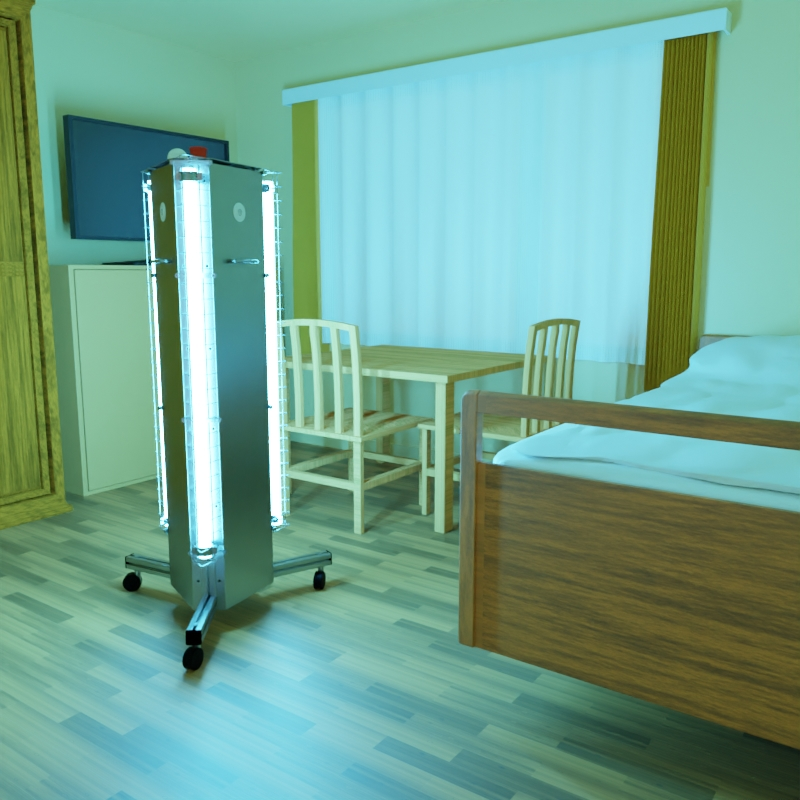
Anwendung eines UV-Raumdesinfektors bei der Desinfektion eines Bewohnerzimmers eines Pflegeheimes.

Ultraviolette Strahlung wird zur Behandlung von Wasser, Luft und Oberflächen eingesetzt. Aufgrund der Geschwindigkeit der Reaktion – Mikroben werden bei ausreichender Dosis innerhalb von Bruchteilen einer Sekunde inaktiviert – können UV-Strahler nicht nur zur Desinfektion von Oberflächen, sondern auch zur Desinfektion von Wasser, Luft oder sogar in Klimakanälen geführten Luftströmen eingesetzt werden. Vor der Entwicklung von Laminar-Strömungs-Anlagen für Reinräume sowie dem heute üblichen und massiven Einsatz von Desinfektionsmitteln waren daher in Krankenhäusern im Dauerbetrieb arbeitende schwache Ultraviolettstrahler üblich, um die Keimzahl gering zu halten. Die zunehmende Antibiotika-Resistenz krankenhausspezifischer Keime könnte dabei in naher Zukunft zu einer Wiederkehr der altbekannten Technik führen, da sich bei der UV-Desinfektion keine mutationsbedingten Resistenzen entwickeln können.
Eine heute bereits recht verbreitete Methode ist die Trinkwasseraufbereitung mit UV-Strahlung. Dabei wird die Keimzahl im Wasser zuverlässig und in Abhängigkeit zur Dosis stark reduziert. Eine Zugabe von Chemikalien ist grundsätzlich nicht erforderlich. Gerade chlorresistente Krankheitserreger, wie Kryptosporidien, können mit UV-Strahlung inaktiviert werden. Geschmack, Geruch oder der pH-Wert des Mediums werden nicht beeinflusst. Das ist ein wesentlicher Unterschied zur chemischen Behandlung von Trink- oder Prozesswasser. Im Heimbereich werden entsprechende Geräte auch als „UV-Filter“ bezeichnet.
Zunehmend wird die UV-Desinfektion auch für die Behandlung von gereinigtem Abwasser eingesetzt, etwa aus hygienischen Gründen bei Einleitung in ein Badegewässer als Vorfluter oder für die Wasserwiederverwendung (z. B. als Prozesswasser, Betriebswasser oder für Bewässerung). Aus wirtschaftlichen Gründen zur Erhöhung der Standzeit und des Wirkungsgrads der UV-Strahlungsquellen wird durch eine vorherige weitestgehende Schweb- und Feststoffentfernung die Trübung reduziert.
Ferner wird UV-Strahlung in Form von UV-C Klärern in der Aquaristik eingesetzt, um das Wasser klar und keimarm zu halten. Dies reduziert die Gefahr von Ansteckung oder Ausbreitung von Krankheiten, was auch von Vorteil bei der Haltung von Tieren in Quarantäne ist.
Im Allgemeinen kommen bei der UV-Desinfektion Niederdruck-Quecksilberdampflampen zum Einsatz (ggf. auch Mitteldruckstrahler), welche Strahlung der Wellenlänge 254 nm emittieren. Kürzere Wellenlängen (kleiner 200 nm) können alle in Wasser befindlichen organischen Stoffe (TOC) zerlegen und werden zur Herstellung hochreinen Wassers benutzt.
Bei SODIS wird länger einwirkende UV-A-Strahlung der Sonne zusammen mit der Wärme zur einfachen Wasserentkeimung auf Haushaltsebene in Entwicklungsländern genutzt.
Neben der Mikroben-Desinfektion wird UV-Strahlung mit einer Wellenlänge von 254 nm auch zur Virusinaktivierung eingesetzt. Dabei wird ausgenutzt, dass die 254-nm-Strahlung bevorzugt auf die Virusnukleinsäure und weniger auf die Proteine wirkt. Dagegen wirkt Strahlung der Wellenlänge 235 nm auch stark zerstörend auf Proteine.
Im Zuge der COVID-19-Pandemie wurde eine Technik in der Praxis erprobt, die Bakterien, Schimmelpilze und Viren auf Rolltreppen-Handläufen durch UV-Strahlung unschädlich machen soll.
Als problematisch erweist sich hierbei allerdings die Alterung von Kunststoffen durch die eingesetzte UV-Strahlung.
Zur Sterilisation der Raumluft, insbesondere in Kitas und Schulen, wurden gelegentlich auch mobile Luftreiniger auf Basis von UV-C-Strahlung, als Alternative zu stationären Luftreinigern, für Räume mit eingeschränkter Lüftungsmöglichkeit empfohlen.

#### Weitere Anwendungen
Überdies wird UV-Strahlung zu medizinischen und kosmetischen Zwecken eingesetzt. So wirkt vor allem UV-A-Strahlung auf die Pigmentation (Melaninbildung) der menschlichen Haut, was im Wellness-Bereich zur Bräunung der Haut in einem Solarium angewendet wird. Therapeutisch kann UV-B-Strahlung (bei geeigneter Dosierung) zur Anregung der Vitamin-D-Bildung oder des Zentralnervensystems eingesetzt werden.
Zu Beginn des 20. Jahrhunderts setzte Oskar Bernhard (1861–1939) Sonnenlicht zur Behandlung der „chirurgischen“ Tuberkulose ein.
In der Chemie wird UV-Strahlung bei der Synthese und der Zersetzung unterschiedlicher Stoffe eingesetzt. Ein Beispiel aus der Photochemie ist die von Synthese von Vitamin D2 und D3. Beispiel für die Zersetzung von Stoffen sind die chlorfreie Bleichung von Zellstoff und der Abbau von Chloraminen bei der Wasseraufbereitung im Schwimmbad. Hierbei wird UV-Licht der Wellenlänge 185 nm verwendet.
Die Ultraviolettbestrahlung von Milch (Ulviolmilch) wurde einerseits zur Keimfreimachung und andererseits auch zur Anreicherung von Vitamin D durchgeführt.

### Lockmittel

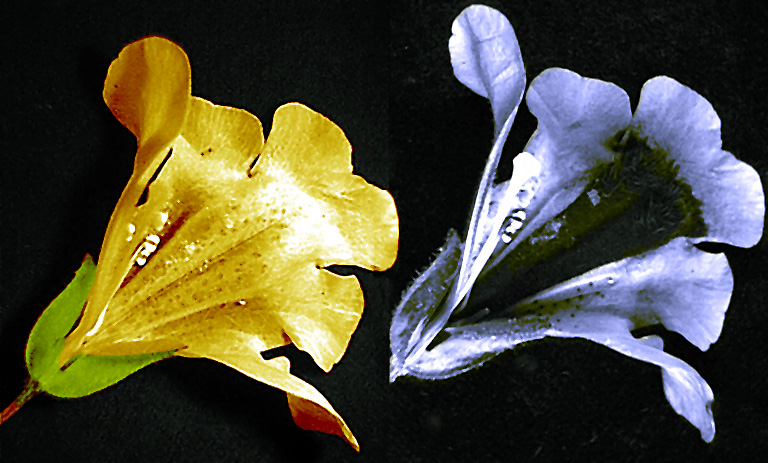
Gauklerblumen aufgenommen in sichtbarem Licht (links) und UV-Licht (rechts). Die Abbildung zeigt das für Bienen, nicht aber für Menschen auffällige Saftmal

Pflanzen nutzen bestimmte Blütenteile (UV-Male), um Insekten anzulocken, die, wie Bienen und Hummeln, UV-Strahlung wahrnehmen können. Die UV-Male der Blüten entstehen durch unterschiedliche Reflektivität für ultraviolettes Licht bestimmter Blütenteile, beispielsweise der Innen- und Außenseite. Dadurch finden Bienen auch bei im sichtbaren Bereich einfarbig aussehenden Blüten das Zentrum. Bei komplizierteren Blütenformen oder schwerer auszubeutenden Blüten kann der Weg zur Nahrungsquelle durch UV-Licht absorbierende Saftmale markiert sein.
Straßenlampen mit hohem Blau- und Ultraviolettanteil (Quecksilberdampflampen) locken Insekten an und beeinflussen das biologische Gleichgewicht. Von umherfliegenden Insekten werden Fledermäuse angelockt und sie können dadurch im Straßenverkehr verunglücken.
Die Beeinflussung des Verhaltens durch UV-Licht wird auch in Lichtfallen für den Insektenfang, in denen UV-reiche Lichtquellen eingesetzt werden, ausgenutzt. Sie werden zur Schädlingsbekämpfung und zur Zählung/Artbestimmung in der Forschung eingesetzt.

### UV-Strahlung am Arbeitsplatz
Treten UV-Strahlungsexpositionen an Arbeitsplätzen auf, müssen geeignete Schutzmaßnahmen ergriffen werden, um Schädigungen der Augen oder der Haut zu vermeiden. Beispiele hierfür sind UV-Strahlung absorbierende Fenster von Fahrzeugen, Unterstellmöglichkeiten wie Sonnenschirme oder eine Verlegung der Arbeitszeit zu früheren oder späteren Stunden. Kann die Exposition nicht vermieden werden, und ist von Interesse, wie hoch die Belastung während einer bestimmten Tätigkeit ist, so kann mittels geeigneter Datenlogger die Höhe der Exposition aufgenommen werden. Ziel ist der Informationsgewinn über die Belastung, um geeignete Arbeitsschutzmaßnahmen treffen zu können sowie eine mögliche Korrelation mit Krebserkrankungen feststellen zu können. Um eine komplette Übersicht zur Belastung der Bevölkerung durch die UV-Strahlung der Sonne zu erstellen und eine umfassende Prävention zu erreichen, finden weiterhin gezielte Messungen der UV-Belastung bei verschiedenen Freizeitaktivitäten statt.